# Färöische Fußballmeisterschaft der Frauen 1988
Die Färöische Fußballmeisterschaft der Frauen 1988 wurde in der 1. Deild genannten ersten färöischen Liga ausgetragen und war insgesamt die vierte Saison. Sie startete am 30. April 1988 mit dem Spiel von GÍ Gøta gegen KÍ Klaksvík und endete am 18. September 1988.
Aufsteiger NSÍ Runavík kehrte nach zwei Jahren in die höchste Spielklasse zurück. Meister wurde HB Tórshavn, die den Titel somit zum zweiten Mal erringen konnten. Titelverteidiger B36 Tórshavn landete auf dem zweiten Platz. Absteigen musste hingegen SÍ Sumba nach zwei Jahren Erstklassigkeit.
Im Vergleich zur Vorsaison verbesserte sich die Torquote auf 3,58 pro Spiel, was den höchsten Schnitt seit 1985 bedeutete. Den höchsten Sieg erzielte HB Tórshavn mit einem 10:0 im Heimspiel gegen SÍ Sumba am dritten Spieltag, was zugleich das torreichste Spiel darstellte.

## Modus
Durch die Aufstockung auf acht Mannschaften in der 1. Deild spielte jedes Team nun an 14 Spieltagen jeweils zwei Mal gegen jedes andere. Die punktbeste Mannschaft zu Saisonende stand als Meister dieser Liga fest, die letzte Mannschaft stieg in die 2. Deild ab.

## Saisonverlauf

### Meisterschaftsentscheidung
Sowohl HB Tórshavn als auch B36 Tórshavn gewannen ihre ersten sechs Spiele. Am siebten Spieltag endete das direkte Duell 1:1. Beide Mannschaften gewannen ihre restlichen Spiele, so dass das Rückspiel zwischen B36 und HB am letzten Spieltag die Entscheidung bringen sollte. Hierbei setzte sich HB Tórshavn mit 1:0 durch und konnte somit Platz eins erfolgreich verteidigen.

### Abstiegskampf
NSÍ Runavík, SÍ Sumba und KÍ Klaksvík verloren jeweils die ersten vier Spiele. Am fünften Spieltag siegte KÍ im Heimspiel gegen Sumba mit 1:0, am sechsten Spieltag spielten sie auswärts gegen NSÍ 0:0, während SÍ Sumba erneut verlor. Den Spieltag darauf wurde Sumba der Sieg gegen NSÍ am grünen Tisch zugesprochen, dies sollte der einzige Sieg bleiben. Durch ein 1:1 von NSÍ gegen EB Eiði am neunten Spieltag waren beide Mannschaften wieder punktgleich, in der nächsten Runde konnte NSÍ durch ein 0:0-Unentschieden gegen GÍ Gøta etwas Abstand gewinnen, da Sumba nicht zu seinem Spiel antrat und somit kampflos unterlag. Die nächsten drei Spiele verloren sowohl NSÍ Runavík als auch SÍ Sumba, so dass das direkte Duell am letzten Spieltag die Entscheidung bringen sollte. Hierbei setzte sich NSÍ im Heimspiel mit 3:0 durch, woraufhin Sumba absteigen musste.

## Abschlusstabelle
| Pl. | Verein           | Sp. | S  | U | N  | Tore    | Diff. | Punkte |
| --- | ---------------- | --- | -- | - | -- | ------- | ----- | ------ |
| 1.  | HB Tórshavn      | 14  | 13 | 1 | 0  | 060:200 | +58   | 27:10  |
| 2.  | B36 Tórshavn (M) | 14  | 12 | 1 | 1  | 051:500 | +46   | 25:30  |
| 3.  | GÍ Gøta          | 14  | 7  | 2 | 5  | 021:140 | +7    | 16:12  |
| 4.  | EB Eiði          | 14  | 6  | 2 | 6  | 017:230 | −6    | 14:14  |
| 5.  | ÍF Fuglafjørður  | 14  | 5  | 2 | 7  | 019:220 | −3    | 12:16  |
| 6.  | KÍ Klaksvík      | 14  | 4  | 3 | 7  | 016:470 | −31   | 11:17  |
| 7.  | NSÍ Runavík (N)  | 14  | 1  | 3 | 10 | 005:320 | −27   | 05:23  |
| 8.  | SÍ Sumba         | 14  | 1  | 0 | 13 | 001:450 | −44   | 02:26  |

| (N) | Aufsteiger   |
| (M) | Meister 1987 |

## Spiele und Ergebnisse
|                 | B36 | EB  | GÍ  | HB     | ÍF  | KÍ  | NSÍ    | Sumba |
| --------------- | --- | --- | --- | ------ | --- | --- | ------ | ----- |
| B36 Tórshavn    |     | 2:0 | 3:0 | 0:1    | 5:0 | 7:0 | 5:0    | 5:0   |
| EB Eiði         | 0:3 |     | 2:1 | 1:2    | 2:1 | 2:3 | 1:1    | 1:0   |
| GÍ Gøta         | 2:3 | 2:0 |     | 0:2    | 2:0 | 3:0 | 2:0    | 5:0   |
| HB Tórshavn     | 1:1 | 5:0 | 3:0 |        | 6:0 | 9:0 | 7:0    | 10:00 |
| ÍF Fuglafjørður | 0:2 | 0:0 | 0:2 | 0:2    |     | 9:0 | 0-:- 1 | 5:0   |
| KÍ Klaksvík     | 1:4 | 1:3 | 1:1 | 0:8    | 1:1 |     | 4:0    | 1:0   |
| NSÍ Runavík     | 0:5 | 1:3 | 0:0 | 0:4    | 0:1 | 0:0 |        | 3:0   |
| SÍ Sumba        | 0:6 | 1:2 | 0:1 | 0-:- 2 | 0:2 | 0:4 | 0-:- 3 |       |

## Die Meistermannschaft
In Klammern sind die Anzahl der Einsätze genannt, die genaue Anzahl der Tore ist nicht bekannt.
| 1. | HB Tórshavn |
|    | Inga Dahl (4) \| Rannvá Dam (10) \| Durita Djurhuus (11) \| Kára á Dunga (8) \| Birita Ellefsen (3) \| Durita Ellefsen (8) \| Helga Ellingsgaard (13) \| Sólvá Eystberg (3) \| Laila Garðshamar (1) \| Gunrid Hansen (10) \| Anita Hoydal (6) \| Barbara Jakobsen (11) \| Bjørg Joensen (11) \| Bjørg Kristoffersen (3) \| Sigrun Mikkelsen (12) \| Guðrið í Stórustovu (7) \| Beinta Thomassen (7) \| Beinta Wardum (11) \| Rúna Wardum (6) ohne Einsatz: Gunnfríð Guttesen - Trainer: Jóannes Jakobsen |